# Ernest Farrar

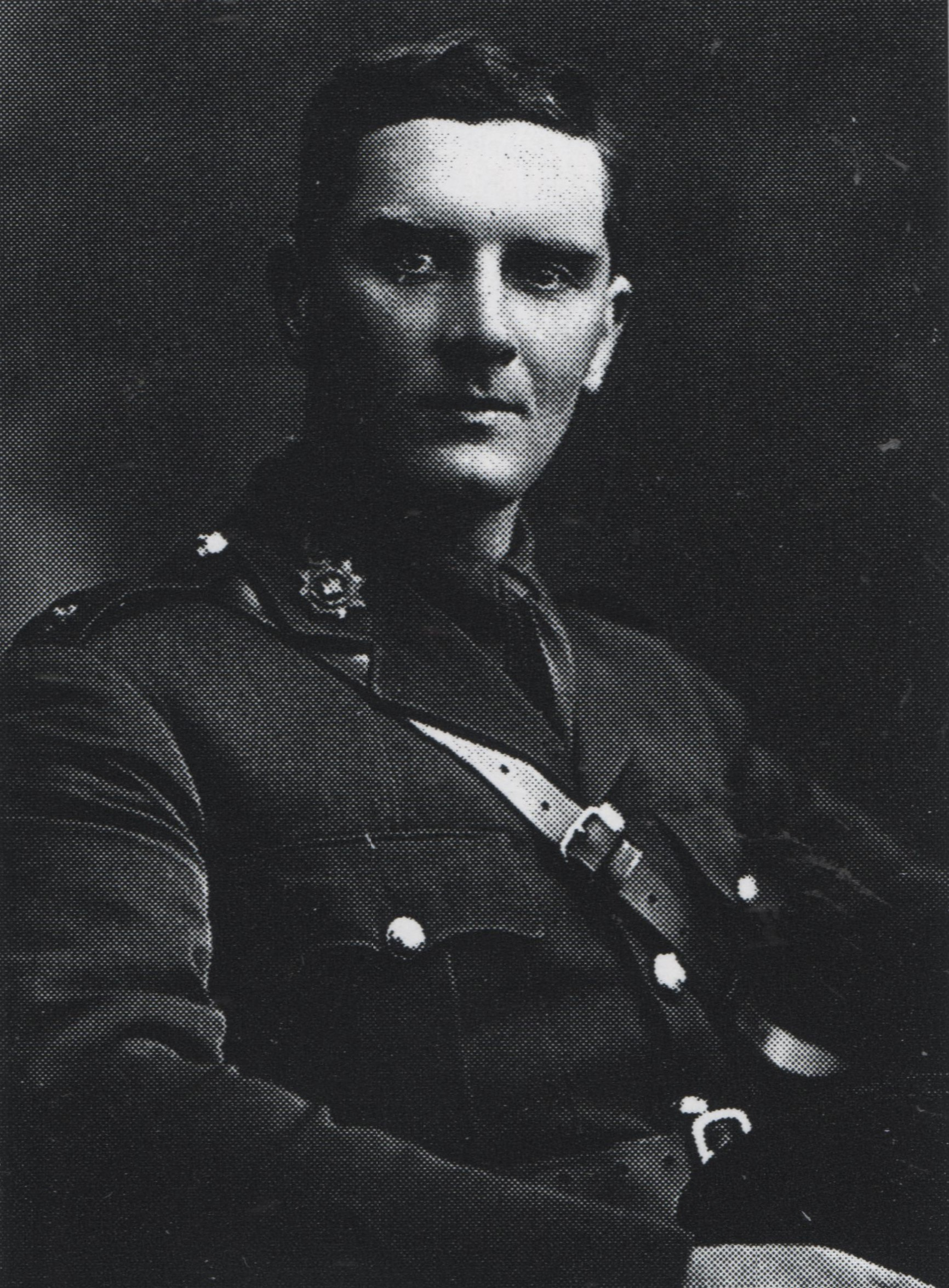
Ernest Farrar

Ernest Bristow Farrar (* 7. Juli 1885 in Lewisham; † 18. September 1918 bei Épehy) war ein englischer Komponist und Organist.

## Leben
Ernest Farrar wurde in Lewisham (heute zu Greater London gehörend) geboren und wuchs in Yorkshire auf, wo sein Vater in Micklefield Vikar wurde. Er besuchte das Gymnasium in Leeds und erhielt bereits während der Schulzeit Orgelunterricht; von 1903 bis 1905 war er Organist in Micklefield.
Im Mai 1905 erhielt Farrar ein Stipendium für das Royal College of Music. Dort studierte er bei Charles Villiers Stanford (Komposition) und Walter Parratt (Orgel). Stanford und sein Kollege Hubert Parry förderten Farrar, der 1909 für 6 Monate eine Organistenstelle in Dresden (an der englischen Kirche "All Saints") erhielt. Nach England zurückgekehrt, wirkte Farrar zunächst in South Shields, und ab 1912 in Harrogate als Organist und Orchesterdirigent. 1913 heiratete er Olive Mason. 1914 nahm er den jungen Gerald Finzi als Kompositionsschüler an.
Farrar, der sich als Kriegsfreiwilliger gemeldet hatte, fiel als Offizier während der Schlacht von Épehy knapp zwei Monate vor dem Ende des Ersten Weltkriegs in Frankreich. Dort befindet sich auch seine Grabstätte. Sein Freund Frank Bridge widmete seine Klaviersonate (1921–24) Farrars Gedächtnis; ebenfalls 1924 verfasste sein Schüler Gerald Finzi das Requiem da camera "zum Andenken an E.B.F."

## Werk
Farrar galt als einer der vielversprechendsten englischen Komponisten seiner Generation. Bis zu seinem frühen Tod schrieb er fast 40 mit Opuszahlen versehene Kompositionen, insbesondere Werke für Orchester, Vokalmusik und Orgelmusik. Dazu zählen die Kantate The Blessed Damozel (1908 unter Stanford uraufgeführt) und der Liederzyklus Vagabond Songs. Sein letztes Orchesterwerk, die Heroic Elegy, datiert vom Mai 1918 und trägt auf dem Titelblatt die Anmerkung "For Soldiers". Eine Sea Symphony blieb, wie auch ein Streichquartett, unvollendet.
Farrars Musik zeigt Einflüsse von Edward Elgar und seines Freundes Ralph Vaughan Williams, aber auch von Richard Wagner, Frederick Delius und der russischen Spätromantik.
Abgesehen von einigen Liedern und dem Orchesterwerk English Pastoral Impressions (1915 uraufgeführt) werden Farrars Werke heute kaum beachtet. 1997 erschien beim Label Chandos Records eine CD mit Ersteinspielungen mehrerer Orchesterwerke Farrars.

## Quelle
- Anmerkungen von Bernard Benoliel im Beiheft zur CD "Ernest Farrar – Orchestral Works" (CHAN 9586).